# Anton Pieter du Mée
Anton Pieter du Mée (Amsterdam, 5 juni 1881 – aldaar, 9 december 1952) was een Nederlandse ondernemer.
Du Mée werd geboren als zoon van Jacobus Frederikus Andries du Mée en Clasina van der Sluys. Hij was eerst gehuwd in 1906 met Maria Wissink en later in 1929 met Catharina Boeske en was vader van onder anderen Rob du Mée.
In 1921 richtte hij aan de Ceintuurbaan in Amsterdam de bioscoop Rialto op, waarvan hij directeur-eigenaar was.
Bij zijn filmkeuze liet hij zich leiden door idealistische motieven: ze dienden cultureel verantwoord en opvoedkundig te zijn. Ook op andere maatschappelijke vlakken was hij actief. Zo was hij voorzitter van de afdeling Amsterdam van de Nederlandsche Bioscoopbond, medeoprichter van het Bio-vacantieoord, medeoprichter en voorzitter van de afdeling Amsterdam en lid van het hoofdbestuur van de Nederlandsche Reisvereeniging en verzorgde hij lezingen en filmvoorstellingen in de strafgevangenis. Hij was drager van het "Eereteken 1e klasse" voor zijn werk voor in nood verkerende dieren.
Wegens zijn werk aan promotie van de Franse film in Nederland werd hij benoemd tot Officier de l'Instruction Publique.
Menno ter Braak zag in Du Mée een ideaal doelwit voor zijn polemiek: "ons aller vriend Tony du Mee (Amsterdam), ridder in de orde van de heilige Krokodil en Grootmeester van de Broederschap der Hypocrieten, erelid van het Verbond der Tong-Kameleonnen." Ook het fictieve personage Dr. Dumay heeft ter Braak losjes gebaseerd op Du Mée.
Aan zijn overlijden werd aandacht besteed in een radiobulletin.

## Dierenambulance
Anna Maria du Mée was een nicht van Anton Pieter du Mée. Beiden hielden zich bezig met dierenbescherming en hebben bijgedragen aan de totstandkoming van de eerste dierenambulance. Mogelijk heeft zij de bioscoop Rialto medegefinancierd.